# Euphrasia Donnelly

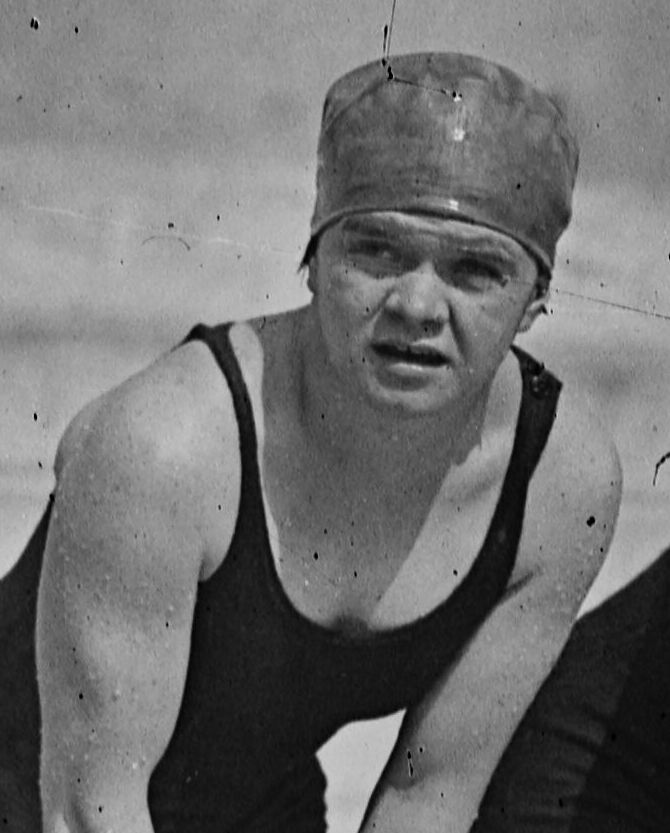
Euphrasia Donnelly (1924)

Euphrasia „Fraze“ Louise Donnelly, nach Heirat Euphrasia Bungard und Euphrasia Berlin, (* 6. Juni 1905 in Indianapolis; † 20. Mai 1963 in Warsaw, Indiana) war eine Schwimmerin aus den Vereinigten Staaten, die eine olympische Goldmedaille in der 4-mal-100-Meter-Freistilstaffel gewann.

## Karriere
Die 1,63 Meter große Euphrasia Donnelly vom Hoosier Athletic Club qualifizierte sich 1924 für das Olympiateam der Vereinigten Staaten. Bei den olympischen Schwimmwettbewerben 1924 in Paris schwamm die Freistilstaffel mit Euphrasia Donnelly, Gertrude Ederle, Ethel Lackie und Mariechen Wehselau die neue Weltrekordzeit von 4:58,8 Minuten und lag damit 18,2 Sekunden vor der zweitplatzierten britischen Staffel. Die Amerikanerinnen waren die erste Staffel, die die Zeit von fünf Minuten unterbieten konnte. Während Lackie, Wehselau und Ederle am Tag nach der Staffelentscheidung über 100 Meter Freistil antraten und dann auch die drei Medaillen gewannen, blieb der Staffeleinsatz der einzige Olympiastart von Euphrasia Donnelly.
Donnelly war nach ihrer aktiven Laufbahn einige Jahre als Schwimmlehrerin am Saint Mary of the Woods College tätig.